# Johanna-Sebus-Gymnasium (Kleve)
Das Johanna-Sebus-Gymnasium war bis zu seiner Schließung 2010 eins der drei Klever Gymnasien.
Gegründet wurde es 1935 als Bildungsanstalt für Mädchen und nannte sich zunächst Städtisches Lyzeum mit Frauenschule. Nach 1945 wurde es zur „Studienanstalt für Mädchen“ mit dem Schwerpunkt Moderne Fremdsprachen, der sich bis zur Schließung erhalten hat. 1963 entstand neben dem gymnasialen Zweig die Frauenoberschule, in der Mädchen in einem stark praxisorientierten Fächerkanon die Mittlere Reife erwerben konnten. Beide Zweige erhielten den gemeinsamen Namen Johanna-Sebus-Schule im Andenken an die 17-jährige Johanna Sebus aus Brienen bei Kleve, die während des Dammbruchs von 1809 in den Fluten des Rheins ihr Leben verlor, als sie anderen Menschen zur Hilfe kam.
Die Johanna-Sebus-Schule zeigte sich offen für neue Entwicklungen und Schulversuche wie der Kollegschule und der Reformierten Oberstufe, an denen sie bereits in den Pilotphasen teilnahm. Mit der Reform der gymnasialen Oberstufe und der Einführung des Kurssystems in Nordrhein-Westfalen wurde die Schule zum reinen Gymnasium, das sich im Rahmen der Kooperation der Klever Gymnasien auch für Jungen öffnete. Seit 1978 wurden Jungen in die fünfte Klasse aufgenommen. Dennoch legte die Schule weiterhin großen Wert auf die besondere Förderung von Mädchen und dokumentiert dies bewusst in ihrem Namen: Johanna-Sebus-Gymnasium. Gymnasium für Mädchen und Jungen. Im Jahr 2002 erreichte sie in den PISA-Studien im Lesen einen Spitzenwert für Deutschland von 614 Punkten, der weit über dem deutschen Durchschnitt auch der Gymnasien lag.
Wegen der stark zurückgehenden Schülerzahlen in Kleve sollte das Gymnasium ab dem Schuljahr 2006 keine Schüler mehr aufnehmen. Im Jahr 2010 legten die letzten Schüler ihr Abitur am Johanna-Sebus-Gymnasium Kleve ab. Ab diesem Zeitpunkt besuchten alle Schüler, auch wenn sie noch am Johanna-Sebus-Gymnasium angemeldet waren, das Freiherr-vom-Stein-Gymnasium. Bereits zu Beginn des Schuljahres 2009/2010 wurden die Jahrgangsstufen 11 und 12 des Johanna-Sebus-Gymnasiums und des Freiherr-vom-Stein-Gymnasiums zusammengelegt.
Zum Ende des Schuljahres 2009/2010 wurde das Johanna-Sebus-Gymnasium geschlossen. Im Schuljahr 2012/2013 übernahm die Joseph-Beuys-Gesamtschule Kleve das ehemalige Johanna-Sebus-Gymnasium als einen Standort, damals noch als Sekundarschule Kleve.

## Bekannte Schülerinnen
- Barbara Hendricks (* 1952), Politikerin
- Sonja Northing (1968–2024), Politikerin